# Jovan Jovanović Zmaj

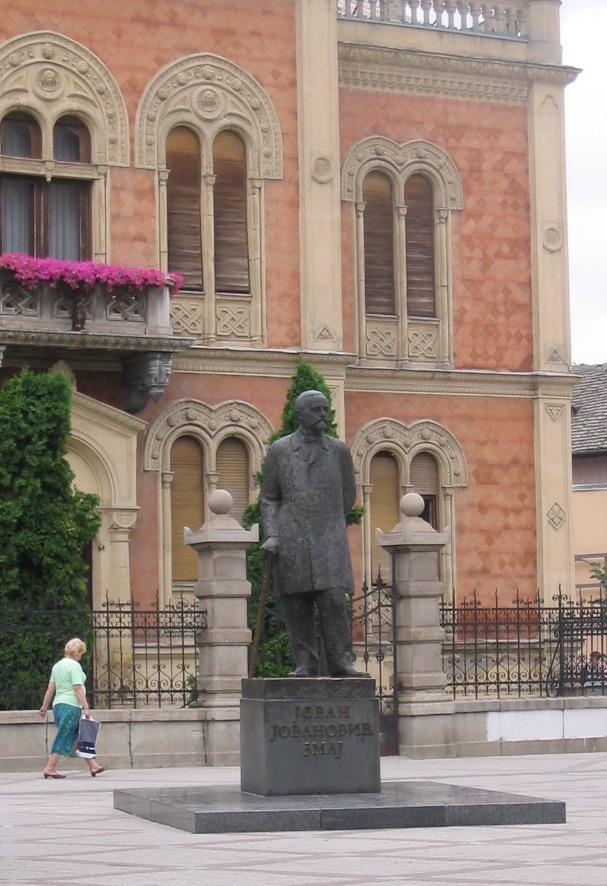
A költő szobra Újvidéken

Jovan Jovanović Zmaj (született: Jovan Jovanović; Újvidék, 1833. november 24. – Kamanc, 1904. június 3.) szerb költő.

## Élete
Családja közeli sógorságban áll Milánnal, Szerbia egykori királyával. A középiskolákat Újvidéken, Halason és Pozsonyban, jogi tanulmányait pedig Pesten, Prágában és Bécsben végezte. 1861-ben az alkotmányos éra fellendülésével aljegyzőjévé választotta, ő azonban nem érezvén magában hivatást a közigazgatási pályához, csakhamar leköszönt és kizárólag az irodalommal foglalkozott. 1863-ban a Matica szerb irodalmi társaság a budapesti Thököly-féle intézet felügyelőjévé választotta. Az egyetemen az orvosi kurzust elvégezte, letette az orvosi szigorlatokat. Később Belgrádban mint kerületi orvos élt. A szerb szkupstina 4000 frank évi tiszteletdíjat szavazott meg neki.

## Munkássága
Irodalmi működése az 1849. évvel kezdődik. Lírai dolgozatai már ekkor feltűnést keltettek. Későbbi munkássága és lángoló szerelme nejéhez, Licsanin Rózához, majd ennek elveszte fölötti igaz fájdalma megteremtették a szerb költészet igazgyöngyeit, és költőjüket a szerb nép Petőfijévé avatták. Széles körű munkásságot fejtett ki az irodalom többi ágaiban is. A Neven (Peremér, Borongó virág) című gyermeklapot 1880–90-ben és a Javor (Jávorfa, ebből a fából szokták a guszlát csinálni) szépirodalmi lapot 1862–63-ban Jovanović alapította, versei és prózai dolgozatai pedig mindkét lapot elterjedtté tették a szerb olvasóközönség körében. 
1857-ben jelent meg Jovanović szerb fordításában Arany János Toldija, s a kritika egyhangúlag úgy nyilatkozott, hogy a fordítás szépségei mit sem engednek az eredetinek. Ezt követték 1860-ban Petőfi Sándor János vitéze; 1870-ben Arany Toldi estéje és 1878-ban Murány ostroma; 1890-ben pedig Madách Imre, Az ember tragédiája készült el nem kevésbé kitűnő fordításban. Fordított még kisebb költeményeket Petőfitől, Gyulaitól, Jókaitól, Aranytól (A walesi bárdok), Garaytól (Kont), Czuczortól, Tóth Kálmántól. 
Németből számos kisebb dolgozaton (főleg Heine-dalokon) kívül 1861-ben Háfiz és Bodenstedt után a Keleti gyöngyöknek és Mirza Schaffy dalainak remek fordításával ajándékozta meg a szerb irodalmat. Fordított még sok dalt Bérangertől, Enoch Ardent Tennysontól (1880), a Démont Lermontovtól (1864). Jovanović műfordítói tevékenységét és a magyar irodalom ismertetése körül szerzett érdemeit a Kisfaludy Társaság azzal hálálta meg, hogy őt 1867-ben levelező tagjává választotta. Ifjú korában a Komaracot Jovanović dolgozatai tették kedveltté. 
Pesti tartózkodása alatt 1864-től 1871-ig a Zmajt (jelentése: sárkány) szerkesztette, melynek élcei és humora oly közkedveltségűekké lettek, hogy a lapot a közönség azonosította a szerzővel, így kapta Jovanović a Zmaj melléknevet. 1873–74-ben a Zsizsa (Szikra) élclapot szerkesztette Pancsován, 1878-1889-ben a Sztarmali (A kis okosdi) címűt Újvidéken, 1877–78-ban az Ilustratova Ratna Kronikát (Képes hadi krónika, csataképek, leírások a szerb-török háborúból). 1874. október 20-án ülte meg a szerb nép Jovanović 25 éves írói jubileumát.
Eredeti munkássága három főcsoportra osztható:
1. líra (szerelem, hazafiság);
2. humor és szatíra (szabadelvűség, nemzeti szellem);
3. gyermekversek (naiv, alakban és tartalomban talán legklasszikusabb művei).

Azonkívül néhány ballada, egy-egy novella és vígjáték. Dalaiból magyar fordításban Pavlovits Jenő adott ki egy gyűjteményt (Zombor, 1875). Magyar tanulmányt róla Hadzsics Antal írt Zmaj Jovanovics János cím alatt a Kisfaludy Társaság Évlapjaiban (24. kötet, 1889-90).

## Munkái
- Gyulityi (Rózsák, versek egy kötetbe gyűjtve, 1864)
- Prvi pokusaji (Első kísérletek, 1871-ig megjelent költeményei, 1871)
- Saran (A ponty, vígjáték, Jovanović egyetlen drámai műve, 1866)
- Pevanija (Újvidék, 1882, összes eredeti és fordított, verses és prózai munkáinak díszkiadása)

## Magyarul
- Rózsák Jovánovits Jován dalai; ford. Pavlovits Jenő; Rittermann Ny., Zombor, 1875
- Négy elbeszélés; Jovánovits Jován et al., ford. Dórits István; Rózsa Ny., Bp., 1902
- Gyerekek, madarak, állatok; Testvériség-Egység Kiadó, Noviszád, 1950
- Hol megálltam... Válogatott versek; összeáll. Ács Károly, előszó Mladen Leskovac, ford. Ács Károly et al.; Forum–Európa, Újvidék–Bp., 1983
- Oh, mi szép is... Gyermekvers-válogatás; vál. Vladimir Milarić; Tankönyvkiadó Intézet, Novi Sad, 1986 (Házi olvasmány. Általános iskola 1. osztály)
- Ültess fát. Válogatott versek; ford. Túri Gábor; TG, Kanizsa, 1995